# Uri Orbach
Pour les articles homonymes, voir Orbach.
Uri Shraga Orbach (en hébreu : אורי שרגא אורבך), né le 28 mars 1960 à Petah Tikva et mort le 16 février 2015 à Jérusalem, est un écrivain sioniste religieux, journaliste et homme politique israélien. Membre de la Knesset pour Le Foyer juif, il fut ministre des Retraités dans le gouvernement Netanyahou III.

## Positionnement
Il s'indigne des propos de Martin Schulz, à l'occasion d'un discours devant la Knesset en 2014, évoquant les inégalités entre Palestiniens et colons israéliens dans les territoires occupés : « La génération des parents de Schulz et la génération des parents des députés arabes ont collaboré pour détruire les juifs!» 